# Nový Lískovec
Nový Lískovec – historyczna gmina, dzielnica i gmina katastralna, a od 24 listopada 1990 pod nazwą Brno-Nový Lískovec również część miasta w południowej części Brna, o powierzchni 165,57 ha. 